# 3MB

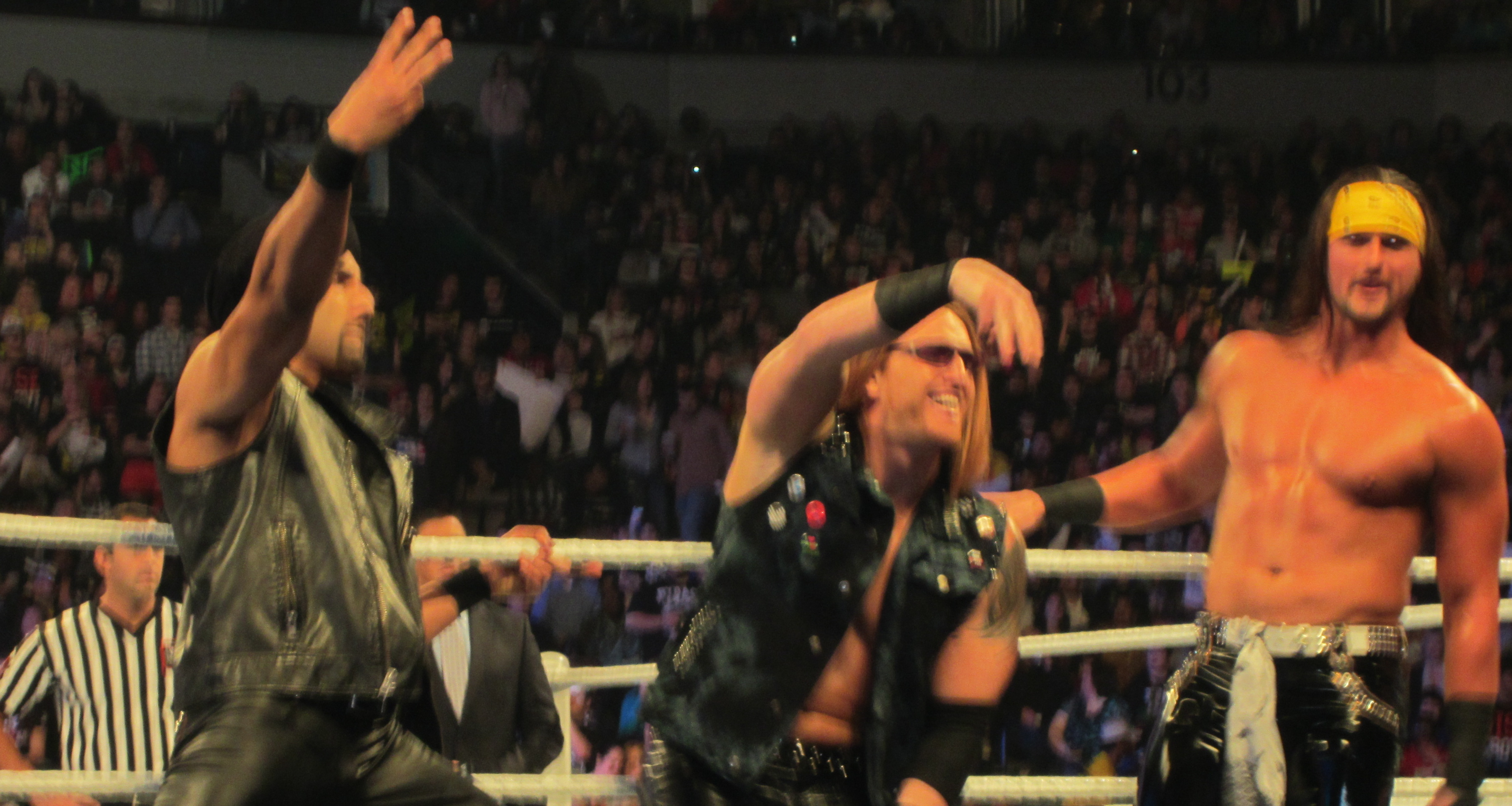

3MB는 WWE의 악역 스테이블이다. 2012년 9월 21일에 결성하였다. 4명에 멤버였지만 2명의 방출로 인해 해체됐다.

## 프로레슬링
- 진더 마할
  - 카멜 클러치, 풀 넬슨 슬램
- 드류 맥킨타이어
  - 퓨쳐 쇼크(더블 언더훅 DDT)
- 히스 슬레이터
  - E 마이너(리버스 DDT), 스냅매어 드라이버,오버드라이브, 스매쉬 히트(스피닝 리프팅 DDT), 슬링샷 코크스크류 스플래쉬
- 혼스워글
  - 태드폴 스플래쉬(프로그 스플래쉬)